# 京都大学東南アジア地域研究研究所
京都大学東南アジア地域研究研究所（きょうとだいがくとうなんアジアちいきけんきゅうけんきゅうしょ、英: Center for Southeast Asian Studies, Kyoto University, 略称：CSEAS）は、京都大学大学院アジア・アフリカ地域研究研究科、アフリカ地域研究資料センターとともに、東南アジアを含む地域研究のための拠点研究組織の一つである。2017年1月1日に京都大学東南アジア研究所と地域研究統合情報センターが統合し発足。
また、CSEAS は、2017年度、全国約90の研究・教育機関および学会・市民団体からなる地域研究コンソーシアム (JCAS) の幹事組織として事務局運営を担当している。

## 沿革
2017年1月1日、京都大学では、東南アジア研究所 (CSEAS) と地域研究統合情報センター (CIAS) との組織統合が実現した。
東南アジア研究所 (CSEAS)
1963年（昭和38年）に東南アジア研究センターとして学内措置で設置され、1965年に東南アジア地域を総合的に研究する全国初の研究センターとして官制化される。バンコクとジャカルタに海外連絡事務所を設置している。2004年4月、京都大学附置研究所「東南アジア研究所」となる。2010年4月からは共同利用・共同研究拠点に認定され「東南アジア研究の国際共同研究拠点」としての役割を担っている。
地域研究統合情報センター (CIAS)
2004年（平成16年）4月、地域研究コンソーシアムの設立、国立大学の法人化、国立民族学博物館を含む5つの大学共同利用機関による人間文化研究機構の設置を経て、民族学博物館地域研究交流センターの全国共同利用機能をさらに発展させることが検討課題となる。2005年6月末、民博地域研の廃止と、新たに CIAS の設置を含む学術推進方策が提言された。その後、科学技術・学術審議会学術分科会の研究環境基盤部会での審議や総合科学技術会議での審議を経て、2006年度概算要求の実施となり、同年4月に発足。CIAS は、2008年4月から全国共同利用施設として公募による共同研究を実施し、その研究成果を共同利用研究成果発表ワークショップにて公開している。さらに、2009年、共同利用・共同研究拠点に認定され、翌2010年から同様に公募による共同研究活動に着手している。

## 体制
- 研究部門
  - 相関地域研究部門
  - 政治経済共生研究部門
  - 社会共生研究部門
  - 環境共生研究部門
  - グローバル生存基盤研究部門
- 図書室

## 活動の目的
- 複雑化する地球規模の課題解決
- 人文・社会科学を中核に据えた学際研究の強化
- 地域社会の多様性を踏まえた成長への貢献

## 出版物
- 東南アジア研究叢書 (1966 - 91)
- 地域研究叢書 (1996 - )
- 地域研究のフロンティア (2011 - )
- Monographs of the Center for Southeast AsianStudies (1966 - )
- Kyoto Area Studies on Asia (1999 - )
- Frontiers of Area Studies (2006 - )
- Kyoto CSEAS Series on Asian Studies (2009 - )
- Southeast Asian Studies
- 『東南アジア研究』
- Kyoto Review of Southeast Asia
- Kyoto Working Papers on Area Studies
- Discussion Paper Series
- 「情報とフィールド科学」シリーズ (2015 - )

## メンバー
＜この節の出典：＞
- 三重野文晴 - 所長
- 石川登 - 副所長
- 岡本正明 - 副所長